# Сторонний Крутец
Сторо́нний Круте́ц — деревня в Грязовецком районе Вологодской области России.
Входит в состав Перцевского муниципального образования, с точки зрения административно-территориального деления — в Перцевский сельсовет.
Расстояние по автодороге до районного центра Грязовца — 18 км, до центра муниципального образования Слободы — 8 км. Ближайшие населённые пункты — Дорожный Крутец, Становищево, Голубково, Черногубово, Волоцкой, Воронино, Бакшейка.
По данным переписи в 2002 году постоянного населения не было.